# 吉田簡太郎
吉田 簡太郎（よしだ かんたろう、1988年11月12日 - ）は、沖縄県出身のバスケットボール選手である。ポジションはガード。

## 来歴
沖縄市立山内中学校、普天間高校、を経て天理大学に進学、関西の強豪である同大学で主将を務めた。2013年９月、バンビシャス奈良と契約を結んだ。2013-14シーズン終了後に退団。